# ساگدودوناکوس
ساگدودوناکوس یک افسر ایرانی بود، که از سال ح. ۱۸۴ پ. م تا ۱۶۴ پ. م به عنوان فرماندار بر خاراسن، تحت فرمانروایی فرترکه‌های پارس حکومت می‌کرد. او پدر هیسپائوسین بود.

## نام
نام ساگدودوناکوس («نگهداشتن، نگهدار») ظاهراً باختری است و احتمالاً خود ساگدودوناکوس پیشینه‌ای باختری داشته‌است.  او در روایت‌های مورخ قرن دهم حمزه اصفهانی، ساکست نامیده می‌شد. 

## زندگی‌نامه

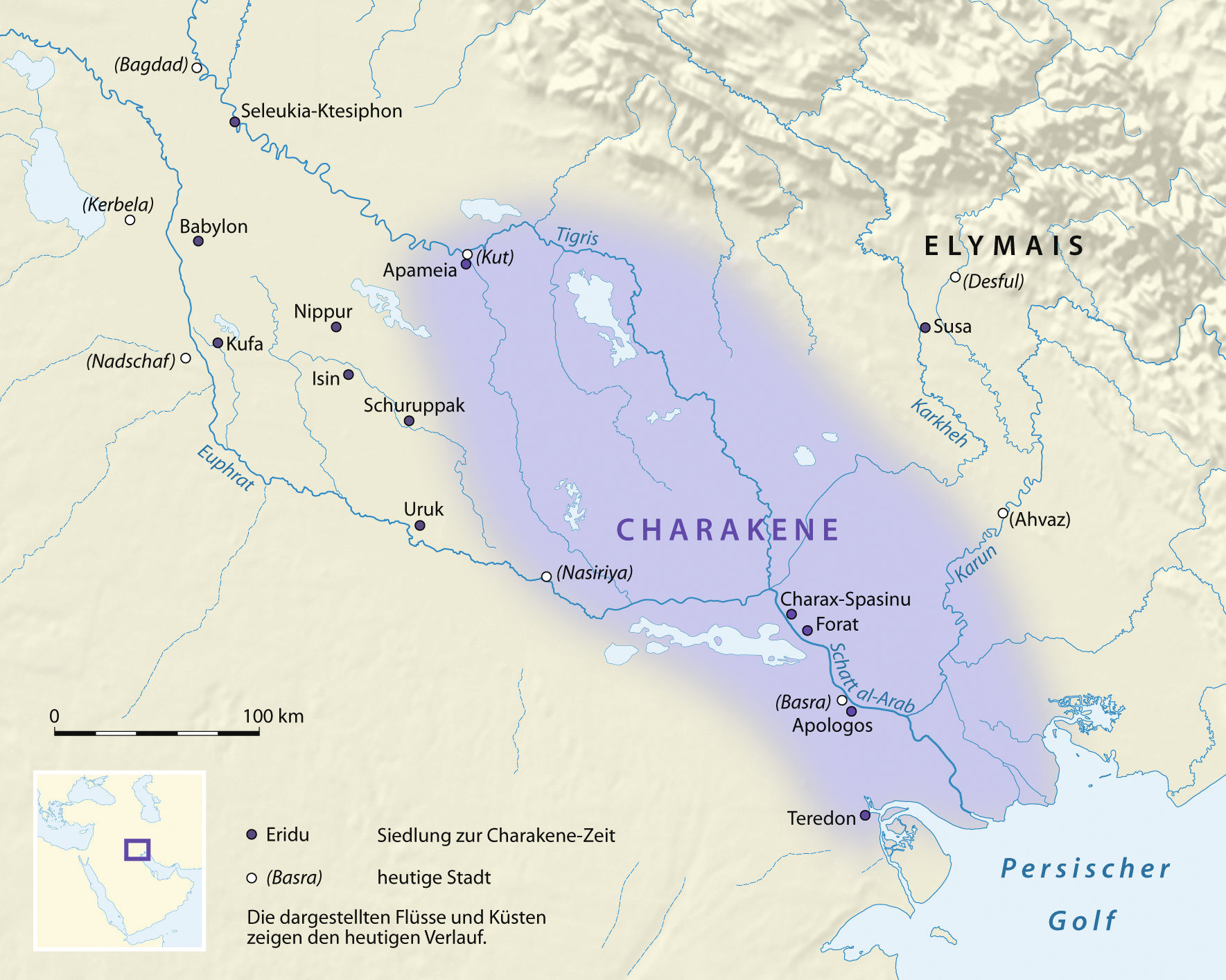
نقشه خاراسن و مناطق اطراف آن.

حاکمان فرترکه پارس از قرن دوم پ. م، حاکمانی محلی، تابع امپراتوری سلوکی بودند. با این حال، پس از مرگ آنتیوخوس سوم در سال ۱۸۷ پ. م، حکومت سلوکی در سرزمین‌های شرقی آن تضعیف شد و سرزمین پارس، تحت حکومت وهبرز این فرصت را یافت، که نه تنها اعلام استقلال کند، بلکه منطقه خاراسن را نیز تصرف کند و ساگدودوناکوس را به عنوان فرماندار آن منطقه منصوب کند.  تاریخ دقیق این وقایع نامشخص است. ممکن است در تابستان ۱۸۴ پ. م باشد، زمانی که کنترل سلوکی‌ها بر سرزمین‌های شرقی بشدت تضعیف شده بود. 
در سال ۱۶۴ پ. م، آنتیوخوس چهارم اپیفان (حک. ۱۷۵ – ۱۶۴ پ. م)، توانست دوباره کنترل سلوکیان را بر پارس و خاراسن برقرار کند.  این لشکرکشی توسط ژنرال سلوکی نومنیوس رهبری شد.  سرنوشت ساگدودوناکوس پس از آن ناشناخته باقی مانده‌است. پس از او پسرش هیسپائوسین به عنوان فرماندار سلوکی خاراسن خدمت می‌کرد و بعداً اعلام استقلال کرد و یک پادشاهی در آن سرزمین ایجاد کرد که تا سال ۲۲۲ میلادی وجود داشت، تا این که توسط شاهنشاهی ساسانی نابود شد. 